# Vrbátky
Vrbátky – gmina w Czechach, w powiecie Prościejów, w kraju ołomunieckim. Według danych z dnia 1 stycznia 2012 liczyła 1660 mieszkańców.
Składa się z trzech części:
- Vrbátky
- Dubany
- Štětovice